# 부적

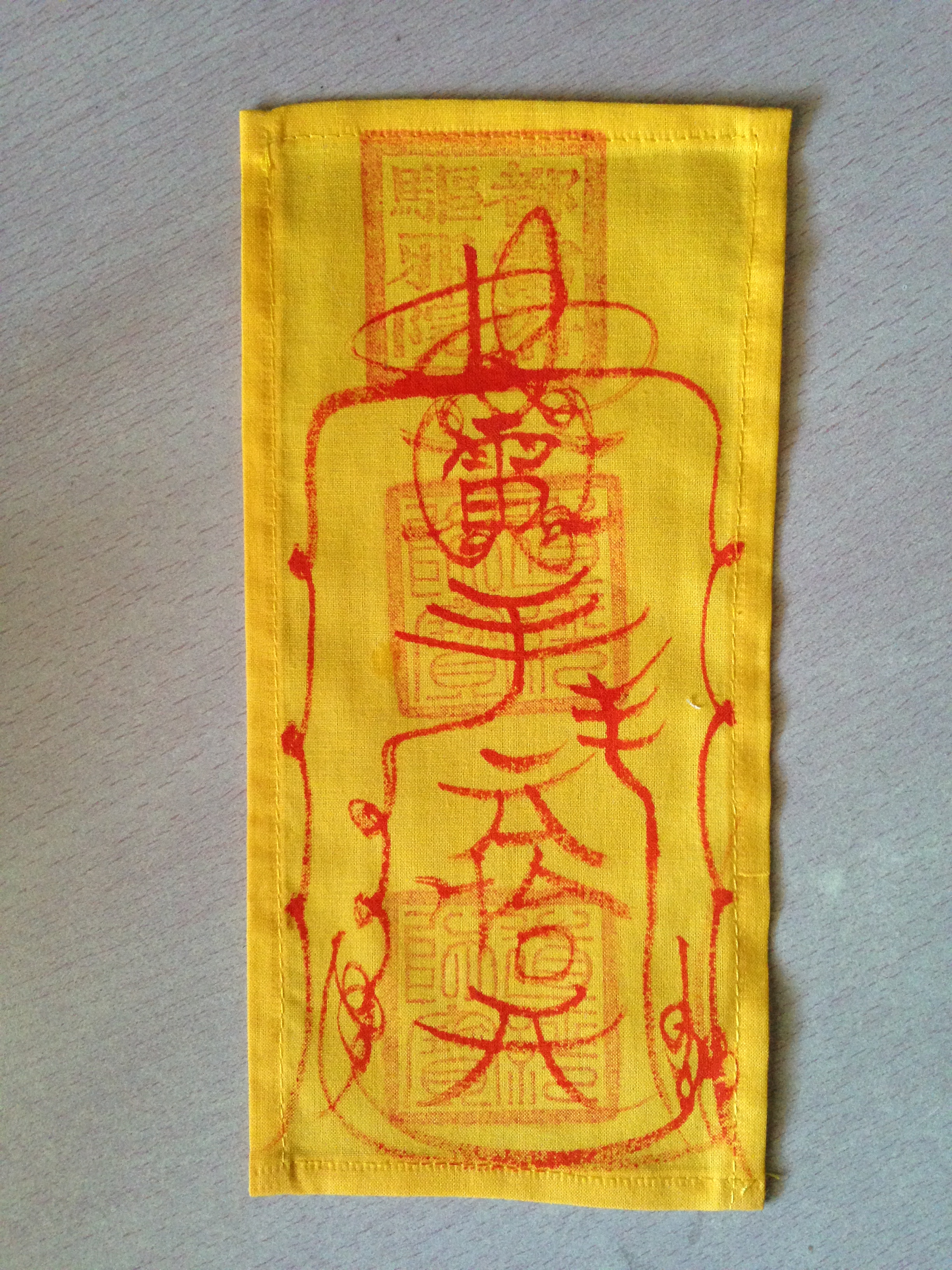

부적(符籍)은 종이에 글씨, 그림, 기호 등을 그린것으로 액막이나 악귀, 잡신(雜神)을 쫓거나 복을 가져다준다고 믿는 주구이다. 저주·악마·귀신 등의 해를 미리 막기 위해서 신체·소유물·집·선박 등에 붙이는데, 동물의 뼈·뿔·이빨이나 돌·흙·식물·인형 등이 쓰이기도 하고, 붉은색 글자나 그림, 부호 등을 적은 종이가 사용되기도 한다. 화재를 막기 위해 물 수(水)자를 거꾸로 문지방 위에 붙인다든지 이상한 부호의 주서(朱書)를 붙여서 액을 막는다.
부적(符籍)은 오늘날 가장 유행되고 있는 액막이 방법이다. 주서(朱書)로 그린 것으로 용도에 따라 그림이 각각이다. 부적을 사용하는 법은 <동국세시기(東國歲時記)>에 의하면 <포박자(抱朴子)>에 있는 '적령부(赤靈符)를 만든다'는 풍속에서 유래했다.
부적은 사용목적과 기능에 따라서 두 가지로 나뉜다. 주력(呪力)으로써 좋은 것을 증가시켜 이를 성취할 수 있게 하는 부적과 사(邪)나 액(厄)을 물리침으로써 소원을 이루는 부적이다.
좋은 것을 증가시켜 성취하게 하는 부적은 칠성부(七星符)·소망성취부(所望成就符)·초재부(招財符)·재수대길부(財數大吉符)·대초관직부(大招官職符)·합격부(合格符)·생자부(生子符)·가택편안부(家宅便安符)·만사대길부(萬事大吉符) 등이 있다.
사(邪)나 액(厄)을 물리치는 부적으로는 재앙을 예방하려는 삼재예방부(三災豫防符), 부정(不淨)에 대한 부적, 악귀를 물리치는 부적으로 귀신불침부(鬼神不侵符)·벽사부(僻邪符)·사마제압부(邪魔制壓符)·축사부(逐邪符)·비수불침부(飛獸不侵符)·야수불침부(野獸不侵符)·상문부(喪門符)·오귀살(五鬼殺)·귀문관살부(鬼門關殺符) 등이 있다.
부적을 황색바탕에 붉은 색깔로 그리는 것은 황색은 광명이며 악귀들이 가장 싫어하는 빛을 뜻하며 주색(朱色)은 중앙아시아 샤머니즘에서 특히 귀신을 내쫓는 힘을 지닌 것으로 간주된다.

## 관련 논저
- 김영자, 《한국의 벽사 부적》, 대원사, 2008년
- 상동, 《한국의 부적》, 상동, 2020년
- 석(釋) 청각, 《불교 부적의 연구》, 불광출판사, 2024년

## 같이 보기
- 나자르 본주우